# Aszlányi Károly
Aszlányi Károly (eredeti neve: Ausländer Károly, Ada Kaleh, 1908. április 22. – Dorog, 1938. december 8.) magyar író, színműíró, újságíró. Apja Aszlányi Dezső (1869–1947) költő, filozófus volt. Kiváló humorista volt; hatott rá az angol humor és az amerikai filmburleszk, ezek megoldásait azonban tősgyökeres pesti humorral adta elő.

## Írói nevei
Írói nevei: Aszlányi Károly, illetve Kirk van Hossum.

## Életpályája

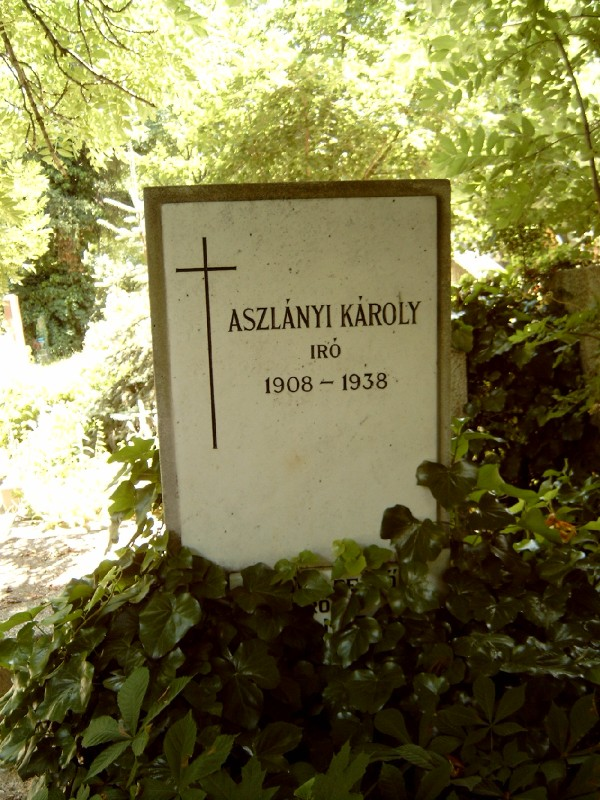
Aszlányi Károly sírja Budapesten. Farkasréti temető: 15-1-146.

Az egykor Orsovával szemben fekvő Duna-szigeten, Ada Kaleh-en született. Házassági bejegyzése szerint születési helye a Krassó-Szörény vármegyei Tuffás, amelyet 1910 után Orsovához csatoltak. Nagybecskereken tanult. Élt Bécsben és Németországban, Dániában zeneiskolába is járt. A Sporthírlap belső munkatársa is volt. 1927-ben A hóember című írásával díjat nyert a Nyugat novellapályázatán. 1930-ban mutatta be a Nemzeti Kamaraszínház Szélhámos kerestetik című darabját. Aszlányi e műve sikerének hatására vált igazán íróvá. Legtöbb műve a Novánál jelent meg, a kiadó fordítóként is alkalmazta. Felesége Horváth Ilona Róza (Veszprém, 1906. február 11. - ??) Horváth Zoltán és Rácz Mária lánya, házasságot kötöttek 1937. szeptember 14-én Budapesten. Halála nem pontosan az ismert helyszínen történt, hanem a Doroghoz közeli 57. kilométerkő mellett. Aszlányi autóvezetés közben elrántotta a kormányt, nehogy elüssön egy gyermeket az úton. Egy fának ütközött és szörnyethalt.

## Főbb művei

### Regények

#### Aszlányi Károly néven

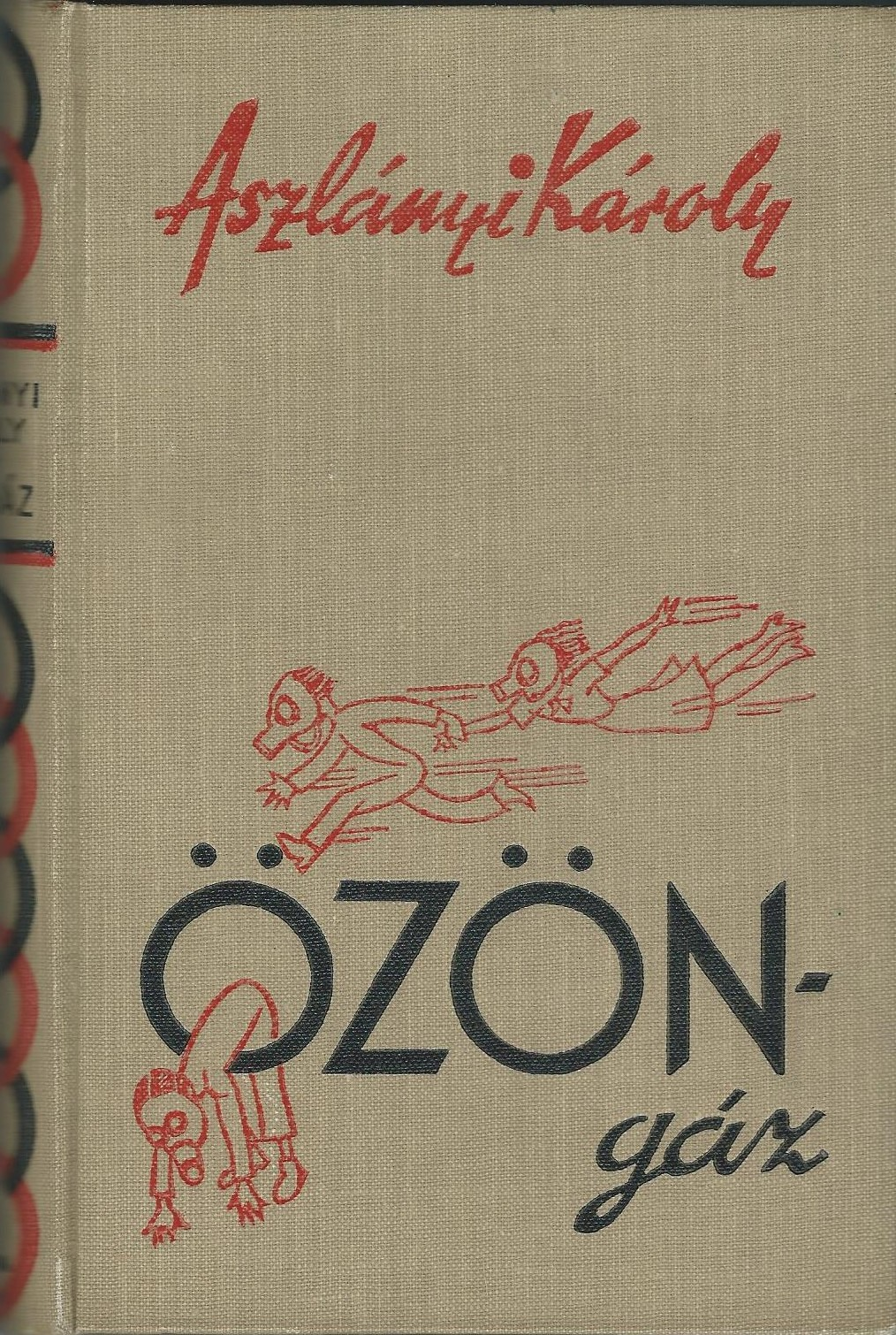
Özöngáz c. regénye 1936-os Nova-féle kiadásának borítója

- Pénz a láthatáron. Regény; Genius, Bp., 1929
- Haybodyt nem lehet agyonütni. Vidám regény; Légrády testvérek, Bp., 1932 (Pesti Hírlap könyvek 252.)
- Aki a pénz elől menekül. Regény; Világvárosi Regények Kiadóvállalat, Bp., 1933 (Világvárosi regények 57.)
- A kétfenekű dob. Regény; Világvárosi Regények Kiadóvállalat, Bp., 1933 (Világvárosi regények 63.)
- Utazás a villamosszék körül. Regény; Világvárosi Regények Kiadóvállalat, Bp., 1933 (Világvárosi regények 84.)
- Szilveszter; Révai, Bp., 1934 (Magyar mesgyén)
- Dráma a háztetőn. Regény; Világvárosi Regények Kiadóvállalat, Bp., 1934 (Világvárosi regények 128.)
- A sötét kamra. Bűnügyi regény; Biblioteka, Bp., 1934 (Bokréta regények 2.)
- Kalandos vakáció (Bp., 1934)
- Hét pofon. Regény;[6] Világvárosi Regények Kiadóvállalat, Bp., 1934 (Világvárosi regények 141.)
- Nem félünk a farkastól. Regény; Világvárosi Regények Kiadóvállalat, Bp., 1934 (Világvárosi regények 146.)
- Aludni is tilos (Bp., 1935)
- Sok hűhó Emmiért (Bp., 1935)
- A kettévált milliomos. Regény; Világvárosi Regények Kiadóvállalat, Bp., 1935 (Világvárosi regények 155.) EK
- A tolvajkirály. Regény; Világvárosi Regények Kiadóvállalat, Bp., 1935 (Világvárosi regények 182.)
- A befalazott halál. Regény; Világvárosi Regények Kiadóvállalat, Bp., 1935 (Világvárosi regények 207.)
- Az északi park felfedezése; ill. Gergely Tibor; Franklin, Bp., 1936
- Előszó egy házassághoz (Bp., 1936)
- Az Északi Park felfedezése (Bp., 1936)
- A rejtélyes konflis (Bp., 1936)
- Özöngáz (Bp., 1936) (sci-fi)
- Brentford rendet csinál. Regény; Nova, Bp., 1937
- A másnak ásott verem. Regény; Literária, Bp., 1937 (Világvárosi regények 417.)
- A gazdag ember. Regény; Nova, Bp., 1938
- Vigyázz, ha jön a vonat! Regény; Literária, Bp., 1939 (Világvárosi regények 627.)
- Szélhámosok. Regény; Singer-Wolfner, Bp., 1939 (Új Idők könyvtára)

#### Kirk Van Hossum néven
- Az álmos riporter; Légrády testvérek, Bp., 1933 (Pesti Hírlap könyvek 252.)
- A bádogkirály leánya; Légrády testvérek, Bp., 1933 (Pesti Hírlap könyvek 285.)
- Egy boxbajnok kalandjai; Légrády testvérek, Bp., 1933 (Pesti Hírlap könyvek 298.)
- Az álmos riporter; Légrády testvérek, Bp., 1933 (Pesti Hírlap könyvek 312.)

#### Műfordítás
- Leslie Charteris: Találkozás a Tigrissel (Bécs, 1967)

### Egyéb írások, versek
- Nyugat

### Színmű
- Szélhámos kerestetik (bemutató: 1930)
- Amerikai komédia (1938)

### Film
- Sieben Ohrfeigen; Hét pofon (1937)
- A hölgy egy kissé bogaras (1938)
- Beszállásolás (1938)
- Gyimesi vadvirág (1939)
- Sok hűhó Emmiért (Bp., 1940)
- A tökéletes család (1942)
- Se io fossi onesto (1942)
- Ohrfeigen; Hét pofon (1970)
- Sieben Ohrfeigen; Hét pofon (1971)
- Sok hűhó Emmiért (1998)

### TV-film
- Amerikai komédia (1978). Forgatókönyv: Juhász István, rendezte Karinthy Márton

## Emlékezete
- Sírja Budapesten a Farkasréti temetőben található.[7]